# Stemodia harleyi
Stemodia harleyi är en grobladsväxtart som beskrevs av Billie Lee Turner. Stemodia harleyi ingår i släktet Stemodia och familjen grobladsväxter. Inga underarter finns listade i Catalogue of Life.